# Капечелатро, Джузеппе
Джузеппе Капечелатро (итал. Giuseppe Capecelatro; 25 сентября 1744 — 2 ноября 1836) — неаполитанский прелат и писатель

.
Став ещё очень молодым архиепископом Таранто, он, несмотря на свой сан, обнаружил антиклерикальные стремления, восставал против злоупотреблений римской церкви и противился взиманию папской курией некоторых налогов в Неаполе. В этом духе им был написан трактат «Sul Origine, progressi е decadenza del chiericato su i beni temporali».
При Жозефе Бонапарте и Мюрате Капечелатро занимал пост министра внутренних дел.
После реставрации Бурбонов был заключён в тюрьму, из которой освобожден был только благодаря своей необыкновенной популярности.
Кроме указанного сочинения, Капечелатро написал ряд других («Sulle Feste de’Cristiani», «Piano d’educazione pel seminario di Taranto», «Sul Battesimo cristiano», «Sulla Clausura delle religiose», «Elogio de Frederigo II, re di Prussia»), из которых особым успехом пользовался его «Мемуар о безбрачии священников», осуждаемом Капечелатро на основании соображений исторического и философского характера.